# Erich Geiersberger

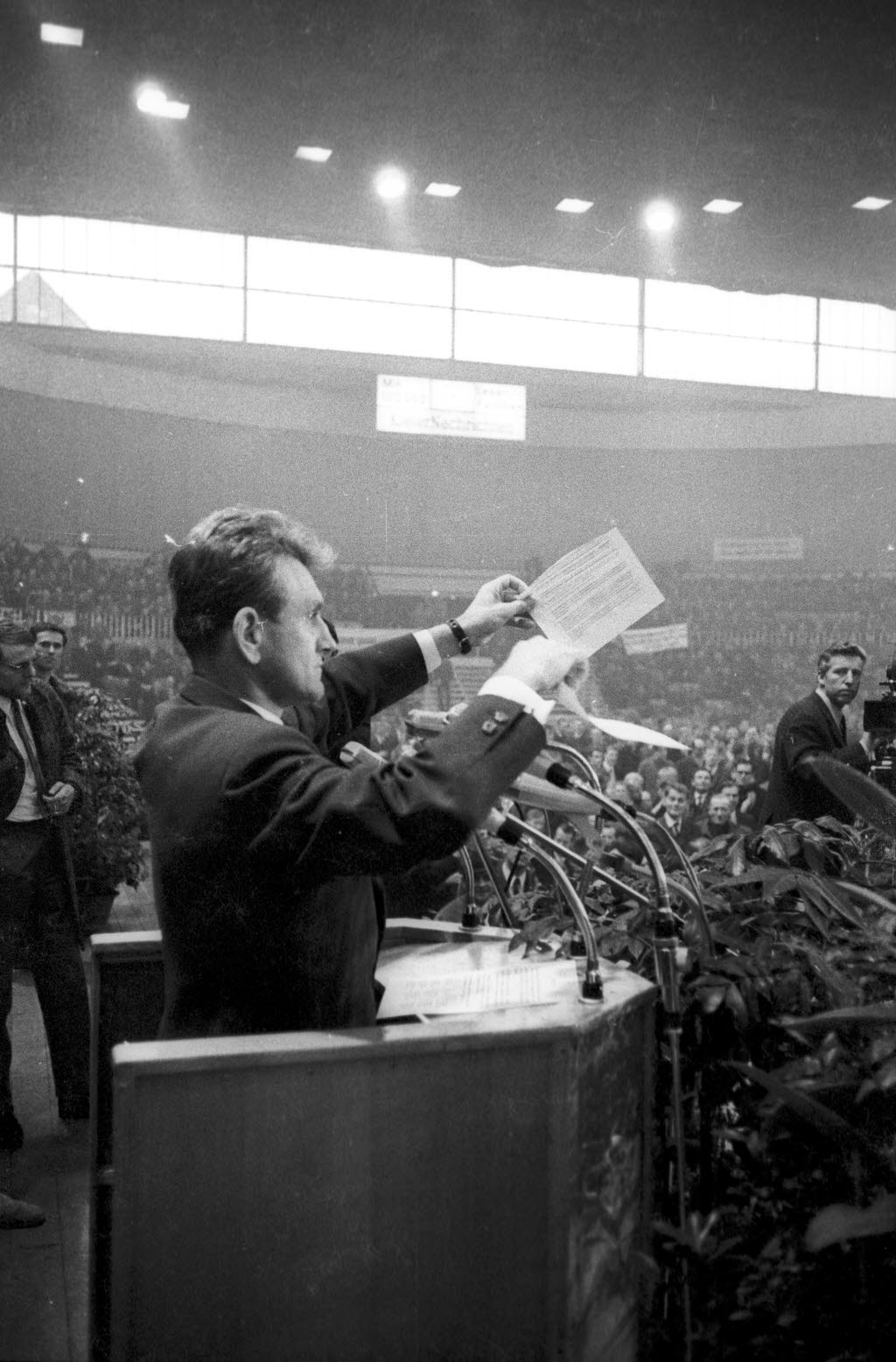
Erich Geiersberger als Sprecher bei einer Bauerndemonstration in der Kieler Ostseehalle (1969)

Erich Geiersberger (* 17. Mai 1926 in Taubenbach (Reut); † 16. April 2012) war ein deutscher Agrarwissenschaftler und Journalist.

## Leben und Werk
Geiersberger legte im März 1954 an der Fakultät für Landwirtschaft der Technischen Hochschule München seine Promotionsschrift vor.
1958 gründete er den ersten Maschinenring in Bayern und legte so die Grundlage für eine verstärkte Kooperation von landwirtschaftlichen Betrieben, die nach Ansicht von Beobachtern dem Ausmaß des Strukturwandels in der bayerischen Landwirtschaft entgegenwirkte. Die Idee des Maschinenrings wurde auch in anderen Ländern Europas und darüber hinaus aufgegriffen.
Von 1959 bis 1991 war er Leiter der Abteilung Landfunk des Bayerischen Rundfunks. In dieser Zeit begründete er die Sendung Unser Land, welche seit 1964 im Bayerischen Fernsehen zu sehen ist.
Von 1977 bis 1992 war er Vorsitzender des Bayerischen Journalisten-Verbands (BJV). Auf seine Initiative hin wurde 1986 die Akademie der Bayerischen Presse gegründet.